# 馬自達Laputa
馬自達Laputa（日语：マツダ・ラピュタ）是1999年至2005年間由日本馬自達汽車公司委託鈴木汽車貼牌生產代工、貼上馬自達廠徽銘牌的輕型運動型多用途車，這款車是以鈴木Kei為基礎而開發出來的，僅在日本國內市場銷售。
關於車名「Laputa」，出自於英國作家喬納森·斯威夫特的知名小說《格列佛遊記》裡漂浮半空中的島國，然而「laputa」在西班牙文裡指的是妓女、淫婦。

## 歷史與概要
1999年 - 長年以來馬自達和鈴木汽車之間存在著輕型車OEM代工的協議，這款車是在1999年3月24日開始以鈴木Kei為基礎而開發的。上市初期時兩者不論外觀或內裝完全一樣，差別只在廠徽銘牌而已。這部車可說是一個新開發的輕型車款，介於輕型轎車（如Carol）和輕型SUV（如AZ-Offroad）之間，高車身可克服一些簡單的崎嶇地形，停車時駕駛者的視野也比較沒有死角。引擎則有二種選擇：657c.c.直列三缸SOHC F6A型渦輪增壓引擎（附中冷器）、657c.c.直列三缸DOHC F6A型渦輪增壓引擎（附中冷器）。前者可輸出60ps / 6,000rpm、8.5kg·m / 4,000rpm的表現，後者則為64ps / 6,500rpm、10.8kg·m / 3,500rpm。
同年10月15日實施小改款，包括變更車室地毯與內裝設計、手排車型新設離合器發動開關、「S」車型改成四速自排變速箱等。
2000年 - 2月1日發售特別仕樣車「X Popper」，以「X］車型為基礎新增專用鋁圈、附有LED第三煞車燈的尾翼、排氣管尾端、2DIN收音機附CD和錄音帶播放、運動式儀表以及二種專屬車色。同年6月30日發售「Fun2 Edition」特仕車，以「G」五門車型為基礎，後視鏡外殼及車門握把與車身同色，座椅表皮與內裝飾板為紺色，4WD車新設具有加熱功能的後視鏡等。同年10月27日進行小改款，將進氣壩改成馬自達車系家族特徵的五角盾形，並增加五門車型。
2002年 - 11月19日實施小改良，變更前保桿和頭燈之造型，「S-Turbo」與「X-Turbo」二種車型修正內裝。另追加「XE Limited」性能版車型，具備雙前座Recaro賽車桶椅、灰黑色系內裝、金屬紋儀錶飾板、全車空力套件等配備。「S-Turbo」以上車型均將15吋鋁圈列為標準配備，2WD五速手排車增列LSD限滑差速器。
2005年12月 - 該車款停產。

### 安全性召回
由於點火開關的瑕疵問題，原廠於2015年4月22日針對1999年至2005年間出廠的馬自達Laputa發出安全性召回。針對發動引擎時點火開關附近冒煙、發出惡臭、轉動鑰匙卻長時間難以發動的情形的車輛，由於點火開關接著部位使用不適當的黏膠，轉動鑰匙發動引擎所產生的熱使得黏膠炭化，長久下來因黏膠絕緣性變低、接著部位磨耗導致金屬粉堆積，於是可能導致黏膠冒煙發臭，最嚴重的狀況可能引起火災。因應此一缺失，原廠將免費更換新的點火開關。

## 外部連結
- 鈴木代工小型休旅車Mazda Laputa與Suzuki Kei雙雙小改迎接市場挑戰 （页面存档备份，存于）